# Шамшикова, Елизавета Александровна
Елизаве́та Алекса́ндровна Ша́мшикова (1917—1941) — участница Великой Отечественной войны, военфельдшер. 27 декабря 1941 года погибла в бою, прикрывая свыше 70 тяжелораненых советских бойцов. Была представлена к званию Героя Советского Союза, но награждена орденом Красного Знамени (посмертно, 1942).

## Биография
Родилась в 1917 году в городе Щёкино, в 1934 году окончила девятилетнюю фабрично-заводскую школу № 1 в деревне Хлопово Арсеньевского района и десятый класс в Ясной Поляне. Выпускница исторического факультета МГУ (июль 1941, дипломная работа о партизанке Отечественной войны 1812 года смоленской крестьянке, старостихе Василисе Кожиной). По другим данным — закончить не успела из-за начала войны. Комсомолка. Перед самой войной была принята в партию.
С началом войны окончила ускоренные курсы медицинских сестёр и попросилась на фронт. Вскоре стала военфельдшером и командиром санитарного взвода 1113-го стрелкового полка 330-й стрелковой дивизии. 10 декабря 1941 года при освобождении Сталиногорска (ныне Новомосковск Тульской области) была ранена у деревни Иван-Озеро.
27 декабря 1941 года у деревни Беседино (Белёвский район Тульской области) немецкие части потеснили полк, Лизе было приказано отходить. Но в деревне оставалось свыше 70 тяжелораненых бойцов. По одной из версий, опубликованных в прессе, Лиза укрыла их в избе на окраине Беседина и заняла оборону, используя пулемёт. Не бросила своих даже тогда, когда солдаты противника обложили дом сеном, облили керосином и подожгли. Существует и несколько иная версия произошедшего. Рассказывали, что Лиза, узнав о приближении немцев, организовала защиту дома, где находились раненые. До последнего патрона отстреливались те из них, кто мог держать оружие в руках. Лиза была в их числе. В ярости фашисты подожгли дом.
За этот подвиг была представлена командованием полка и дивизии к званию Героя Советского Союза (посмертно), однако согласно решению военного совета 10-й армии была награждена орденом Красного Знамени.
В соответствии с наградным листом, «тов. Шамшикова Елизавета Александровна в ночь с 6.12.41 г. на 7.12.41 г. в бою за взятие гор. Михайлова лично в первых рядах стрелковых рот оказала помощь семидесяти шести раненым. В бою 11.12.41 г. при взятии дер. Большой Колодезной рядом с бойцами пошла в атаку. В бою 27.12.41 г. на 28.12.41 г. за деревню Беседино будучи ранена оставалась на поле боя с ранеными и оказывая последним помощь попала в плен. Фашисты её расстреляли и сожгли вместе с ранеными».
Похоронена неподалёку от деревни Береговая (Белёвский район Тульской области).

## Награды
- орден Красного Знамени (посмертно, 20 марта 1942)

## Семья
Родители Александр Яковлевич и Елизавета Петровна Шамшиковы (Шамишковы) работали учителями русского языка и литературы. Александр Яковлевич — в семилетке № 3 и девятилетке № 1, а Елизавета Петровна работала в школах № 7 и № 1 города Щёкино, кавалер ордена «Трудового Красного Знамени», Заслуженный учитель школы (1948).
Братья и сёстры:
- Ирина (род. 1911) — учитель математики в школе № 2 города Щёкино.
- Галина (род. 1914) — кандидат биохимических наук.
- Александр (род. 1919) — в 1937 году окончил школу № 1, курсант Ленинградского военного училища[уточнить] (1937—1939). С 1939 по 1945 участвовал в боях. Жил и работал в Ленинграде.
- Владимир (род. 1924) — в 1941 году окончил школу № 1, поступил в Московский авиационный институт. Узнав о гибели сестры Лизы, ушёл добровольцем на фронт. Командир расчёта 333-й стрелковой дивизии красноармеец В. А. Шамшиков погиб 15 декабря 1942 года под Сталинградом, в хуторе Головский[9].

## Память
```
Пусть пройдут года, прошумят года,
Но запомнится нам навсегда
Твой голос ласковый, родной,
Взгляд весёлый, дорогой —
Образ девушки в шинели боевой.
```

В честь Лизы Шамшиковой названы улицы в Белёве и Щёкино. В деревне Беседино ей установлен памятник. Документы Е. А. Шамшиковой хранятся в Щёкинском краеведческом музее.
Ежегодно место гибели Лизы в селе Беседино и место захоронения в селе Береговое Белёвского района посещает поисковый отряд «Память» школы № 1 города Белёва. Школьниками установлены фотографии Елизаветы на надгробье и на памятной стеле.

## Документы
- Наградной лист в электронном банке документов «Подвиг народа» (архивные материалы ЦАМО. Ф. 33. Оп. 682524. Д. 295. Л. 299).
- Информация в электронном банке документов ОБД «Мемориал» (архивные материалы ЦАМО. Ф. 33. Оп. 11459. Д. 13)